# 周懋
周懋（？年—1528年），字光政，南直隶苏州府常熟县人，民籍。明朝進士、官员。

## 生平
袁州府同知周楷之子。正德五年（1510年）庚午科應天府鄉試第一百二十七名舉人，嘉靖五年（1526年）丙戌科第三甲第一百三十七名進士。授浙江定海县知县，七年任浙江乡试同考官，卒于考場中。